# Little Moreton Hall
Little Moreton Hall est une maison de maître à pans de bois entourée de douves datant du XVe siècle et située à 6,4 km au sud-ouest de Congleton (Cheshire). Cette demeure est l'un des plus beaux exemples de l'ossature bois dans l'architecture domestique en Angleterre. La maison est la propriété du National Trust for Places of Historic Interest or Natural Beauty. Les premières parties ont été construites pour le riche propriétaire terrien Sir Richard de Moreton vers 1450, le reste a été ajouté en plusieurs campagnes successives par trois générations de la famille jusqu'en 1580. La maison est restée la propriété de la famille Moreton durant près de cinq siècles. Le bâtiment est très irrégulier avec des façades asymétriques.
Entièrement restaurée, la maison est ouverte au public de mars à décembre.